# Champagne Louis Roederer
Pour les articles homonymes, voir Roederer.
Le Champagne Louis Roederer est une maison de Champagne.
En 1776 la Maison Dubois Père & Fils est fondée à Reims. En 1833 Louis Roederer lui donne son nom. Depuis 1975 elle est détenue par la famille Rouzaud.
Issue principalement de ses propres vignes, sa production de vins de Champagne s’élève à 4,5 millions de bouteilles par an, distribuées dans plus de 100 pays.

## Historique

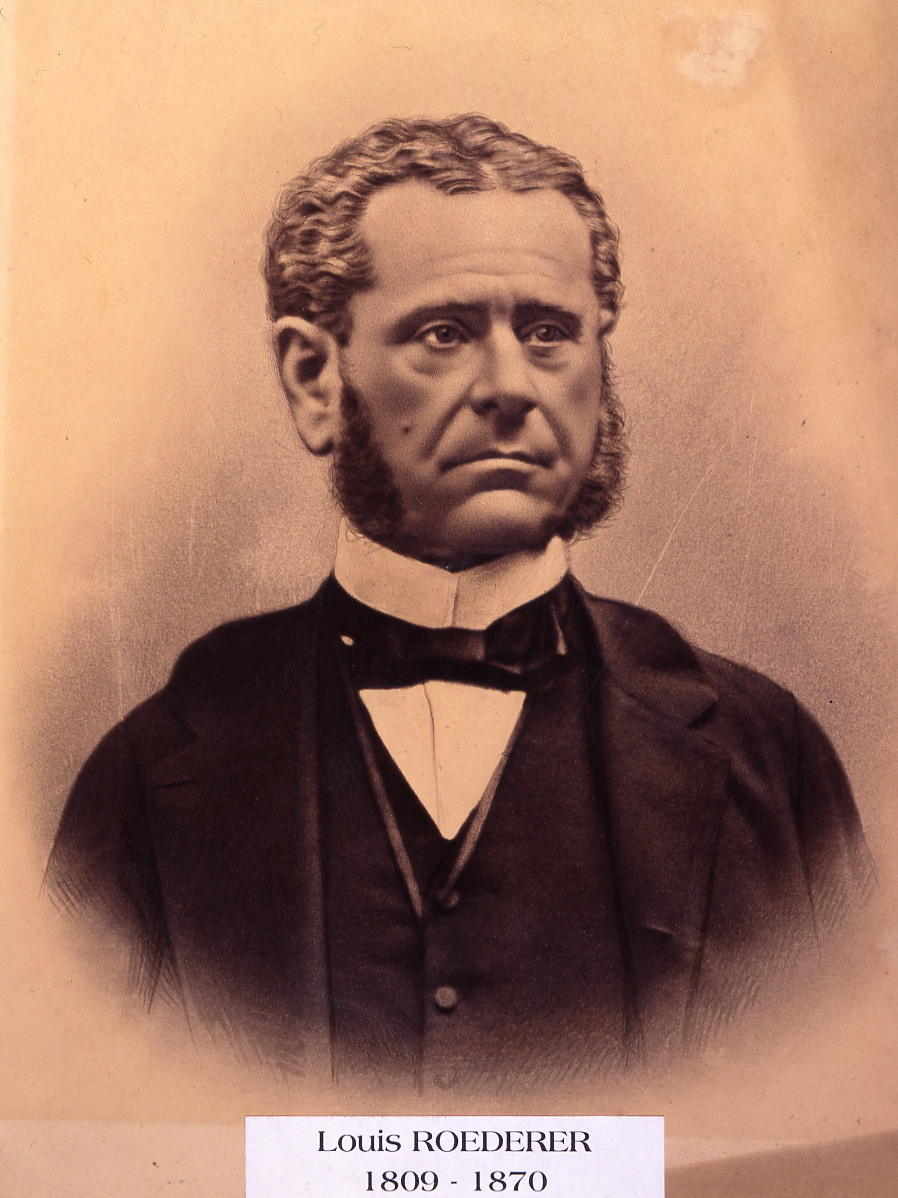
Louis Roederer père.

- 1776 : La Maison Dubois Père & Fils est fondée à Reims.
- 1832 : Louis Roederer hérite de la Maison de son oncle et lui donne son nom. À contre-courant des usages de son époque, il décide d'acheter des parcelles de vignes pour assurer la constance et la qualité des approvisionnements[4].
- 1870 : Louis Roederer II succède à son père Louis Roederer Ier.
- 1873 : Les expéditions atteignent 2,5 millions de bouteilles, soit 10 % de la production totale de la Champagne à l'époque. La Russie en est la première destination[5].
- 1876 : À la demande d’Alexandre II, la première « cuvée de prestige » de l'histoire Cristal est créée pour la consommation exclusive des Tsars de Russie[6].
- 1880 : Léonie Olry-Roederer succède à son frère Louis Roederer II à la tête de la société.
- 1908 : Le Tsar Nicolas II rend hommage à la Maison en lui décernant le titre de « Fournisseur officiel de la Cour de Sa Majesté l'Empereur », ce qui lui donne le droit de faire figurer les armoiries du tsar sur les bouteilles, qui y figurent toujours aujourd'hui[7].
- 1932 : Léon Olry-Roederer, fils de Léonie, décède alors que la Maison est au bord de la faillite, victime de la Première Guerre mondiale, de la Révolution russe qui ferme le premier marché de la Maison, de la prohibition aux États-Unis en 1922 puis de la crise de 1929. Sa veuve, Camille Olry-Roederer, prend la tête de la Maison pendant plus de 40 ans et lui redonne son éclat.
- 1975 : Jean-Claude Rouzaud succède à sa grand-mère Camille. Il est l'un des rares chefs de maisons champenoises à posséder une formation d’œnologue. Il procède à des échanges de parcelles pour donner de la cohérence au vignoble. Il achète en 1980 des terres nues dans l'Anderson Valley, en Californie et crée Roederer Estate.
- 2006 : Succédant à son père, Frédéric Rouzaud dirige l'entreprise familiale depuis le 1er janvier.

## Caractéristiques

### Vignoble maison

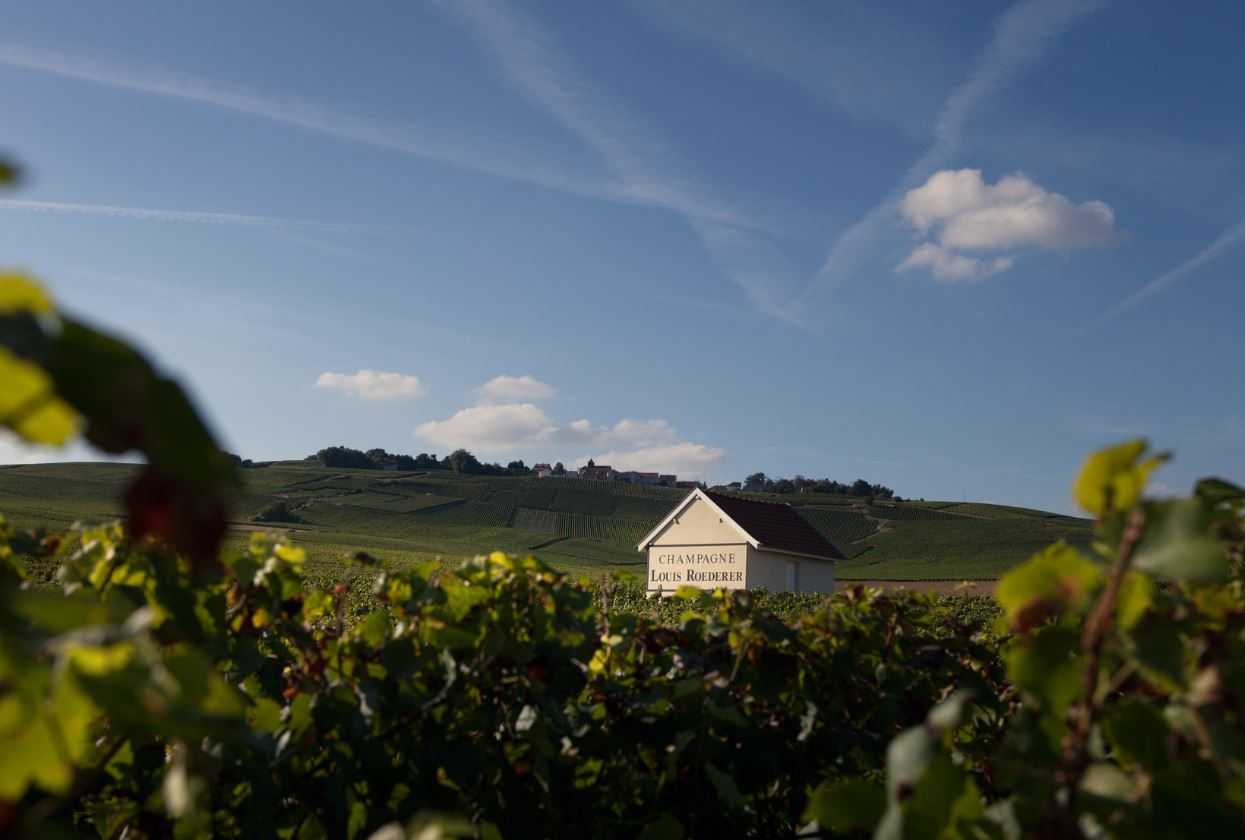
Vignoble Louis Roederer.

Les 250 hectares du vignoble Louis Roederer sont également répartis sur les trois principales zones de production de la Champagne : la Montagne de Reims, la Vallée de la Marne et la Côte des Blancs. Signature de la Maison, le pinot noir y est majoritaire. 135 hectares sont cultivées en bio,,, ce qui en fait le plus grand domaine d'agriculture biologique de Champagne.
Le vignoble couvre les deux tiers des besoins en raisins de la Maison. Cette situation lui donne un grand contrôle de la qualité de sa production. Marque de renommée internationale, le champagne Louis Roederer est aussi un champagne de vigneron.

### Les vins de réserve
Comme tous les champagnes, Louis Roederer assemble des vins de différents terroirs. Ces vins ne sont pas tous immédiatement utilisés. Certains d’entre eux sont mis en réserve dans des fûts tronconiques en chêne : ils interviendront notamment dans l’assemblage de la Cuvée Collection afin de maintenir la constance du style Roederer. Ces vins mûrissent plusieurs années dans plus de 150 foudres de chêne. Ce sont les « vins de réserve ».

### Une entreprise familiale
À l’époque des multinationales, Louis Roederer est restée une société familiale et indépendante depuis plus de deux siècles, dirigée par des spécialistes du vin. De ce fait, les objectifs de la société sont tournés vers le maintien de la haute qualité de sa production plus que par la croissance des volumes et la conquête de parts de marché.

### Le Groupe Roederer Collection
La maison de Champagne a fait l'acquisition au fil des années de plusieurs propriétés, gérées de manière indépendante mais partageant la même philosophie d'excellence. L'expérience du travail de la vigne et du travail dans les chais est partagée entre les domaines sous la houlette du chef de caves de Louis Roederer, Jean-Baptiste Lecaillon.
Le Groupe compte ainsi, par ordre chronologique : Roederer Estate en Californie (1982), Ramos Pinto au Portugal (1990), Deutz en Champagne et Delas dans la Vallée du Rhône (1993), le Château de Pez à Saint-Estèphe (1994), la maison Descaves (2000) les Domaines Ott* en Provence et Scharffenberger Cellars en Californie (2004), le Château Pichon Longueville Comtesse de Lalande, deuxième grand cru classé en 1855, à Pauillac (2007), le Domaine Anderson (2012), le domaine Merry Edwards Winery en Californie (2019) ainsi que Diamond Creek, également en Californie (2020).
Fin 2018, Roederer Collection acquiert l'hôtel 5 étoiles Christiania à Val d'Isère, appartenant à la famille Bertoli qui conserve toutefois la gérance de l'établissement,. Cet investissement marque le premier pas de la création d'un réseau oenotouristique d'hôtels dans les domaines du groupe, en Champagne, dans le bordelais, en Provence, au Portugal et en Californie.
En 2017, Champagne Louis Roederer se voit attribué le label Entreprise du Patrimoine Vivant, qui distingue les « entreprises françaises aux savoir-faire artisanaux et industriels d'excellence ».

## Élaboration

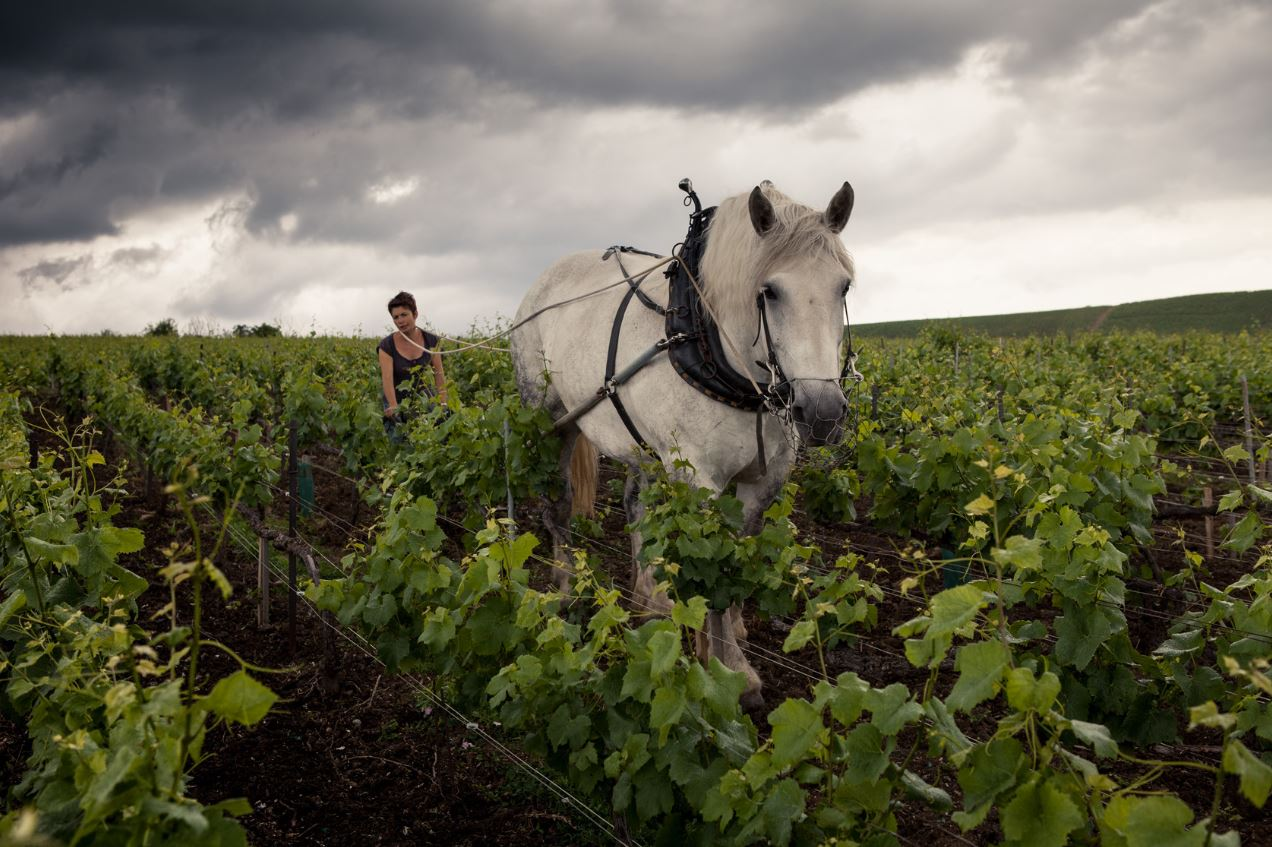
Travail de la terre par les chevaux - Vignoble Louis Roederer.

Louis Roederer recrute 700 personnes chaque année pour effectuer les vendanges. Les raisins sont cueillis puis rassemblés dans des paniers de 50 kg, transportés vers les pressoirs de la maison et pressurés proches des lieux de la récolte. Les moûts obtenus sont ensuite acheminés jusqu’aux celliers où ils sont vinifiés séparément, parcelle par parcelle, dans des petites cuves en acier inoxydable ou dans des fûts tronconiques en chêne.
Les caractéristiques et typicités de chacune des 420 parcelles sont ainsi respectées jusqu’au moment de l’assemblage. En hiver, le chef de caves, Jean-Baptiste Lécaillon, et son équipe d’œnologues dégustent chaque vin provenant de cette immense palette et procèdent à leur assemblage.

## Les Vins
Issue principalement des vignes de la maison, la production s’élève à 4,5 millions de bouteilles par an, distribuées dans plus de 100 pays,.

### Non Millésimés

#### Collection

Louis Roederer Brut Premier et son étui graphique.

Le champagne multi-millésimé Collection est le fruit de l'assemblage de plusieurs millésimes afin de créer le meilleur vin selon les particularités du millésime autour duquel il est construit. À cette fin, une « réserve perpétuelle » a été constituée depuis 2012, alimentée chaque année par les vins issus des terroirs permettant la plus grande aptitude au vieillissement. La première édition s'intitule Collection 242, du 242e assemblage fait par la maison. Cette cuvée bénéficie de trois années de maturation en caves et d’un repos de 6 mois après dégorgement.

#### Carte Blanche
La cuvée Carte Blanche a la même composition que Collection, mais le dosage en sucre y est plus important. Elle bénéficie de trois à quatre années de maturation en caves et d'un repos de six mois après dégorgement. Ce champagne s'inscrit dans la tradition des champagnes demi-secs.

### Millésimés

#### Vintage
Le Vintage est composé d'environ 70 % de pinot noir et 30 % de chardonnay. Contenant une proportion de 30 % de vins vinifiés sous bois sans fermentation malolactique, le Vintage bénéficie en moyenne de 4 années de maturation en caves, et d'un repos de six mois après dégorgement.

#### Rosé Vintage
Issu de la méthode de l'infusion (macération pelliculaire à froid des pinots noirs, ensuite "coulés" dans les jus de chardonnay), le Rosé Vintage est composé d'environ 70 % de pinot noir et 30 % de chardonnay. Les raisins entrant dans sa constitution proviennent de parcelles particulièrement ensoleillées, notamment de Cumières. 20 % de l'assemblage est vinifié sous bois sans fermentation malolactique. Chaque bouteille vieillit ensuite pendant quatre ans sur lies puis bénéficie après dégorgement d'un repos de six mois, avant expédition.

#### Blanc de Blancs Vintage
Comme son nom l'indique, le Blanc de Blancs Vintage est composé exclusivement de chardonnay, provenant des grands crus de la Côte des Blancs : Le Mesnil-sur-Oger, Avize et Cramant. Cette cuvée mature en moyenne 5 années en caves, suivies d'un repos de six mois après dégorgement.

#### Late Release
Late Release est une collection de champagnes millésimés ayant bénéficié d’un long vieillissement en cave, d’environ dix ans supplémentaires sur lattes. Conservés dans des conditions contrôlées, ils présentent aujourd’hui des caractéristiques marquées par l’élevage sur lies, tout en reflétant leur terroir d’origine.

#### Brut Nature
En 2014, la maison lance une nouvelle cuvée non-dosée avec la collaboration de Philippe Starck, sur le millésime 2006, suivi de 2009 puis 2012 et à nouveau en 2015 et 2018.

#### Camille
En hommage à l’une des figures les plus marquantes de son histoire, Camille Olry-Roederer, veuve audacieuse qui dirigea la Maison de 1932 à 1975, la Maison Louis Roederer lance en 2021 deux coteaux champenois parcellaires, un rouge et un blanc.

### Cuvée de Prestige

#### Cristal

Cristal 2007.

Quand Louis Roederer hérite de la Maison en 1833, il lui donne son nom, et développe les ventes internationales notamment vers la Russie. La cour impériale et le Tsar lui-même deviennent de fervents amateurs du Champagne Louis Roederer.
Créée en 1876 à la demande du Tsar, Cristal est élaboré uniquement lors des « grandes années », soit les meilleurs millésimes, quand la maturité du pinot noir (environ 60 %) du chardonnay (environ 40 %) qui le composent est optimale. La cuvée est toujours issue de vieilles vignes en propriété, toutes situées en grand cru. Elles sont travaillées en majorité en agriculture biologique et vinifiées parcelle par parcelle.

#### Cristal Rosé
Créé en 1974 par Jean-Claude Rouzaud cent ans après la création de Cristal, Cristal Rosé est composé d'environ 55 % de pinot noir et 45 % de chardonnay, dont 20 % de vins vinifiés en foudres de chêne. Cristal Rosé est issu de la méthode de l'infusion douce après une macération pelliculaire à froid.

#### Cristal Vinothèque
Disponible en blanc et en rosé, cette cuvée bénéficie d’un long processus de vieillissement sur lattes, sur pointe, puis sur bouchon après dégorgement, sur une période de près de vingt ans. Cristal Vinothèque illustre le potentiel de garde des vins de la Maison.

## Données financières
En 2018, le groupe a réalisé 162 millions d'euros de chiffre d'affaires et 56 millions d'euros de résultat net,.